# 6N14P

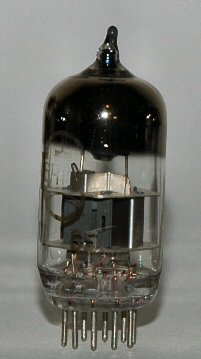
6N14P prod. Reflektor (ZSRR) z 1965 r.

6N14P (ros. 6Н14П) – lampa elektronowa,  podwójna trioda  produkcji radzieckiej. Stosowana pierwotnie  we wzmacniaczach wielkiej częstotliwości (radioodbiorniki FM), obecnie we wzmacniaczach amatorskich. Jest bezpośrednim odpowiednikiem lamp ECC84 oraz 6CW7.

## Dane techniczne
Żarzenie:
- napięcie żarzenia  6,3 V
- prąd żarzenia   0,35 A

| Parametr                        | Wartość  |
| ------------------------------- | -------- |
| napięcie anodowe                | 90 V     |
| prąd anodowy                    | 10,5 mA  |
| nachylenie charakterystyki (Sa) | 6,8 mA/V |
| napięcie siatki                 | -1,3 V   |